# Моніка Форсберг
Моніка Івонн Форсберг (швед. Monika Forsberg; нар. 14 вересня 1950, Карлскуга, Швеція) — шведська поп-співачка, поетеса-піснярка, акторка, режисерка і продюсерка дубляжу.

## Життєпис
Моніка Форсберг у складі гурту Ritz виступала на шведському музичний конкурсі Melodifestivalen у 1983 році (посіла 4-е місце з піснею «Marionett») і в 1985 році (з піснею «Nu har det hänt igen»).
Як авторка пісень, двічі ставала переможцницею Melodifestivalen у 1982 році з піснею «Dag efter dag» («День за днем») з гуртом Chips і в 1983 році з піснею «Främling» зі співачкою Каролою.
Виступала як попспівачка в стилі «дансбенд», рок-музикантка. Авторка текстів низки шлягерів, включаючи:
- 100 % (Lotta Engberg & Triple & Touch-låt)
- Christmas in New York
- Dag efter dag
- Det brinner ett ljus
- En liten fågel
- En stjärna högt i det blå
- Främling
- Guenerina
- Hakuna matata
- Juliette & Jonathan
- Nu är jag tillbaks igen
- Om du går nu
- Schack och matt
- Var nöjd med allt som livet ger

З кінця 1980-х і до початку 2000-х років Моніка Форсберг була режисеркою та продюсеркою, опікувалася дублюванням фільмів і озвучуванням мультфільмів студії Walt Disney Pictures. Різні персонажі в «The Muppet Christmas Carol» говорять її голосом. Озвучувала Урсулу Стенгоуп в «Джорджі із джунглів», де була режисеркою та продюсеркою дубляжу. Працювала креативною менеджеркою, продюсеркою, режисеркою дублювання, перекладачкою пісень і виконала кілька другорядних голосових ролей у фільмі «101 далматинець».
Одружена з Гассе Андерссоном (нар. 1948), співаком і поетом-піснярем.

## Вибрана дискографія
- En sång som rört vid hjärtat,
- Hasse & Monicas bästa vol 2

## Вибрана фільмографія
- 1984 — Скеля Фрегглов — Мокі
- 1985 — Вуззлыи — Бьєріл
- 1985 — Пригоди ведмедиків Гаммі — Бомбово
- 1985 — Астерікс проти Цезаря — Ліллфікс
- 1987 — Качині історії
- 1989 — Чіп і Дейл поспішають на допомогу — Чіп
- 1989 — Бабар — Селеста
- 1990 — Джем і Голограми — Джем / Джеріка
- 1991 — Нові пригоди Вінні-Пуха — Кенгу
- 1991 — Чорний Плащ
- 1991 — Черепашки-ніндзя
- 1992 — Чудеси на віражах — Ребекка Каннінгем
- 1995 — Король Лев
- 1994—1995 — Аладдін
- 1996 — Горбань із Нотр-Дама
- 1997 — Геркулес
- 1998 — Мулан
- 1999 — Тарзан